# Miltochrista coccinea
Miltochrista coccinea là một loài bướm đêm thuộc phân họ Arctiinae, họ Erebidae.